# Estació de l'Entroncament

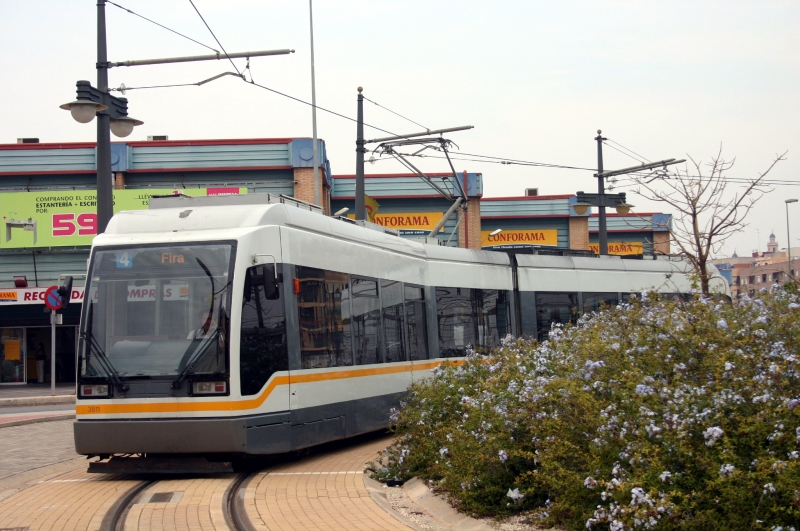
Tram de la línia 4 a l'estació de lEmpalme.

L' Estació de l'Entroncament, oficialment Empalme i antigament estació d'Ademús i (des del 1988 i fins al març de 2001), és una de les estacions de Metrovalència. És el punt de confluència de la línia 1 i línia 2 del metro i la línia 4 de tramvia. Prové de l'antiga estació ferroviària d'Ademús.
| Procedència/Destinació          | <          | Línia | >                   | Procedència/Destinació |
| ------------------------------- | ---------- | ----- | ------------------- | ---------------------- |
| Bétera                          | Burjassot  |       | Beniferri           | Castelló               |
| Llíria                          | Cantereria | ...   | Beniferri           | Torrent Avinguda       |
| Mas del Rosari/Fira de València | La Granja  | ...   | Palau de Congressos | Doctor Lluch           |

## Accessos
- Carrer del Doctor Nicasio Benlloch
- Compta amb un aparcament públic